# Boxe nos Jogos Olímpicos de Verão de 2008
As disputas de boxe nos Jogos Olímpicos de Verão de 2008 foram realizadas na Ginásio dos Trabalhadores em Pequim, na China. Foram disputados onze eventos, determinadas por categorias de peso.
Desde a introdução do boxe aos Jogos Olímpicos apenas homens competem no evento, mas o Comitê Olímpico Internacional estuda introduzir o boxe feminino a partir dos Jogos Olímpicos de Londres em 2012 a pedido da Associação Internacional de Boxe Amador (AIBA).

## Calendário
| Agosto | 6 | 7 | 8 | 9 | 10 | 11 | 12 | 13 | 14 | 15 | 16 | 17 | 18 | 19 | 20 | 21 | 22 | 23 | 24 |
| ------ | - | - | - | - | -- | -- | -- | -- | -- | -- | -- | -- | -- | -- | -- | -- | -- | -- | -- |
| Boxe   |   |   |   |   |    |    |    |    |    |    |    |    |    |    |    |    |    | 5  | 6  |

|  | Dia de competição |  | Dia de final |

## Eventos
- Peso mosca-ligeiro (-48 kg)
- Peso mosca (48–51 kg)
- Peso galo (51–54 kg)
- Peso pena (54–57 kg)
- Peso leve (57–60 kg)

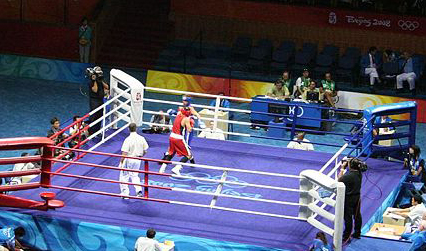
Combate no Ginásio dos Trabalhadores, sede do boxe

- Peso meio-médio-ligeiro (60–64 kg)
- Peso meio-médio (64–69 kg)
- Peso médio (69–75 kg)
- Peso meio-pesado (75–81 kg)
- Peso pesado (81–91 kg)
- Peso super-pesado (+91 kg)

## Medalhistas
| Evento                      | Ouro                                       | Prata                              | Bronze                                                               |
| --------------------------- | ------------------------------------------ | ---------------------------------- | -------------------------------------------------------------------- |
| Mosca-ligeiro detalhes      | Zou Shiming CHN China                      | Pürevdorjiin Serdamba MGL Mongólia | Paddy Barnes IRL Irlanda Yampier Hernández CUB Cuba                  |
| Mosca detalhes              | Somjit Jongjohor THA Tailândia             | Andry Laffita CUB Cuba             | Georgy Balakshin RUS Rússia Vincenzo Picardi ITA Itália              |
| Galo detalhes               | Enkhbatyn Badar-Uugan MGL Mongólia         | Yankiel León CUB Cuba              | Bruno Julie MRI Maurício Veaceslav Gojan MDA Moldávia                |
| Pena detalhes               | Vasyl Lomachenko UKR Ucrânia               | Khedafi Djelkhir FRA França        | Yakup Kılıç TUR Turquia Shahin Imranov AZE Azerbaijão                |
| Leve detalhes               | Aleksei Tishchenko RUS Rússia              | Daouda Sow FRA França              | Hrachik Javakhyan ARM Armênia Yordenis Ugás CUB Cuba                 |
| Meio-médio-ligeiro detalhes | Manuel Félix Díaz DOM República Dominicana | Manus Boonjumnong THA Tailândia    | Roniel Iglesias CUB Cuba Alexis Vastine FRA França                   |
| Meio-médio detalhes         | Bakhyt Sarsekbayev KAZ Cazaquistão         | Carlos Banteux CUB Cuba            | Hanati Silamu CHN China Kim Jung-joo KOR Coreia do Sul               |
| Médio detalhes              | James DeGale GBR Grã-Bretanha              | Emilio Correa Bayeux CUB Cuba      | Darren Sutherland IRL Irlanda Vijender Kumar IND Índia               |
| Meio-pesado detalhes        | Zhang Xiaoping CHN China                   | Kenneth Egan IRL Irlanda           | Tony Jeffries GBR Grã-Bretanha Yerkebulan Shynaliyev KAZ Cazaquistão |
| Pesado detalhes             | Rakhim Chakhkiev RUS Rússia                | Clemente Russo ITA Itália          | Osmay Acosta CUB Cuba Deontay Wilder USA Estados Unidos              |
| Superpesado detalhes        | Roberto Cammarelle ITA Itália              | Zhang Zhilei CHN China             | Vyacheslav Glazkov UKR Ucrânia David Price GBR Grã-Bretanha          |

## Quadro de medalhas
| Ordem | País                     | Medalha de ouro | Medalha de prata | Medalha de bronze |    | Ordem por total |
| ----- | ------------------------ | --------------- | ---------------- | ----------------- | -- | --------------- |
| 1     | CHN China                | 2               | 1                | 1                 | 4  | 2               |
| 2     | RUS Rússia               | 2               |                  | 1                 | 3  | 3               |
| 3     | ITA Itália               | 1               | 1                | 1                 | 3  | 3               |
| 4     | MGL Mongólia             | 1               | 1                |                   | 2  | 4               |
| 4     | THA Tailândia            | 1               | 1                |                   | 2  | 4               |
| 5     | GBR Grã-Bretanha         | 1               |                  | 2                 | 3  | 3               |
| 6     | KAZ Cazaquistão          | 1               |                  | 1                 | 2  | 4               |
| 6     | UKR Ucrânia              | 1               |                  | 1                 | 2  | 4               |
| 7     | DOM República Dominicana | 1               |                  |                   | 1  | 5               |
| 8     | CUB Cuba                 |                 | 4                | 4                 | 8  | 1               |
| 9     | FRA França               |                 | 2                | 1                 | 3  | 3               |
| 10    | IRL Irlanda              |                 | 1                | 2                 | 3  | 3               |
| 11    | ARM Armênia              |                 |                  | 1                 | 1  | 5               |
| 11    | AZE Azerbaijão           |                 |                  | 1                 | 1  | 5               |
| 11    | KOR Coreia do Sul        |                 |                  | 1                 | 1  | 5               |
| 11    | USA Estados Unidos       |                 |                  | 1                 | 1  | 5               |
| 11    | IND Índia                |                 |                  | 1                 | 1  | 5               |
| 11    | MRI Maurício             |                 |                  | 1                 | 1  | 5               |
| 11    | MDA Moldávia             |                 |                  | 1                 | 1  | 5               |
| 11    | TUR Turquia              |                 |                  | 1                 | 1  | 5               |
| TOTAL | TOTAL                    | 11              | 11               | 22                | 44 | —               |